# Ischnolea strandi
Ischnolea strandi là một loài bọ cánh cứng trong họ Cerambycidae.